# Мужилко Микола Володимирович
Мужилко Микола Володимирович (21 серпня 1961 — †13 травня 1983) — радянський військовик, учасник афганської війни.

## Життєпис
Народився 21 серпня 1962 року в с. Острогорка Балкашинського району Цілиноградської області (Казахстан). В 1969 році пішов у перший клас Гвардійської середньої школи.
В 1972 році сім'я переїхала в с. Добривода Радивилівського району Рівненської області. В 1980 році закінчив Теслугівську середню школу і поступив на навчання у Рівненське ПТУ № 1 (Рівненський професійний ліцей). Після закінчення навчання направлений на роботу наладчиком Харківського моторобудівного заводу «Серп і молот». Звідти 1 квітня 1982 року був призваний до лав Радянської армії.
Загинув в Афганістані 13 травня 1983 року.

## Нагороди
- орден Червоної Зірки (посмертно)